# Oberonia emarginata
Oberonia emarginata är en orkidéart som beskrevs av George King och Robert Pantling. Oberonia emarginata ingår i släktet Oberonia och familjen orkidéer. Inga underarter finns listade i Catalogue of Life.